# كاسلفينيا: سيركل أوف ذا مون
كاسلفينيا: سيركل أوف ذا مون (بالإنجليزية: Castlevania: Circle of the Moon)‏ ، هي لعبة فيديو من نوع منصات وأكشن وتقمص الأدوار ، أنتجت شركة كونامي عام 2001م.

## روابط خارجية
- كاسلفينيا: سيركل أوف ذا مون على موقع IMDb (الإنجليزية)